# Algorytm Needlemana-Wunscha
Algorytm Needlemana-Wunscha – algorytm oparty na programowaniu dynamicznym, umożliwiający znalezienie optymalnego globalnego dopasowania dwóch sekwencji.
Dzieli on większy problem obliczeniowy (na przykład całą sekwencję) na mniejsze problemy i używa rozwiązań mniejszych problemów do znalezienia optymalnego rozwiązania dużego problemu. Jest często stosowany w bioinformatyce jako jedno z narzędzi do kalkulacji dopasowania sekwencji nukleotydowych lub aminokwasowych.
Został stworzony przez Saula B. Needlemana i Christiana D. Wunscha oraz opublikowany w roku 1970.